# UFC sur ESPN : Taira contre Park
UFC sur ESPN : Taira contre Park (également connu sous le nom d' UFC sur ESPN 71 et UFC Vegas 108 ) est un événement d'arts martiaux mixtes produit par l'Ultimate Fighting Championship qui s'est tenu le 2 août 2025, à l'UFC Apex à Enterprise, Nevada, dans la vallée de Las Vegas, États-Unis.

## Contexte
Un combat de poids mouche entre Amir Albazi et Tatsuro Taira était prévu en tête d'affiche de cet événement. Cependant, une semaine avant l'événement, Albazi s'est retiré en raison d'une blessure et a été remplacé par le vainqueur des poids mouches de la saison 2 de Road to UFC, Park Hyun-sung, qui devait initialement concourir une semaine plus tard contre l'ancien challenger du championnat des poids mouches de l'UFC, Steve Erceg,.
Un combat de poids mouche entre l'ancien champion poids mouche de la LFA Felipe Bunes et André Lima était prévu pour cet événement. Cependant, Lima s'est retiré du combat pour des raisons inconnues et a été remplacé par Rafael Estevam,.
Un combat de poids moyen entre Torrez Finney et l'ancien champion des poids moyens de la LFA Azamat Bekoev était prévu pour cet événement. Cependant, Finney s'est retiré du combat pour des raisons inconnues et a été remplacé par le nouveau venu promotionnel (également triple challenger du championnat des poids moyens de la Glory) Yousri Belgaroui. À son tour, le combat a été annulé et reporté au 18 octobre à la Soirée de combat 262 car Belgaroui n'a pas pu obtenir de visa à temps,.
Un combat de poids welters entre Neil Magny et Elizeu Zaleski dos Santos a eu lieu lors de cet événement. Ils devaient initialement s'affronter le 18 mai 2019, lors de UFC Fight Night : dos Anjos vs. Lee. Cependant, le 28 mars 2019, dos Santos a annoncé qu'il n'avait pas été contacté par l'UFC au sujet du match.
Un combat poids plume entre Austin Bashi et Francis Marshall était prévu pour cet événement. Cependant, Marshall a dû se retirer en raison d'une blessure et a été remplacé par le nouveau venu promotionnel John Yannis,.
Un combat de poids légers entre Grant Dawson et Joel Álvarez aurait été prévu pour cet événement. Cependant, pour des raisons inconnues, le combat n'a pas été officiellement annoncé.
Lors de la pesée, deux combattants ont dépassé la limite de poids de leur catégorie:
- Tresean Gore pesait 87,5 kg, soit 1,4 kg de plus que la limite des poids moyens pour les combats hors titre.
- Rafael Estevam pesait 59 kg, soit 1,8 kg de plus que la limite des poids mouches pour les combats hors titre.

Les combats de Gore et d'Estevam se sont déroulés en poids convenu. Les deux combattants se verront infliger une amende de 25 % de leurs bourses individuelles, qui reviendront respectivement à leurs adversaires Rodolfo Vieira et Felipe Bunes.

## Carte de combat
| Carte principale (ESPN / ESPN+)   | Carte principale (ESPN / ESPN+) | Carte principale (ESPN / ESPN+) | Carte principale (ESPN / ESPN+) | Carte principale (ESPN / ESPN+)          | Carte principale (ESPN / ESPN+) | Carte principale (ESPN / ESPN+) | Carte principale (ESPN / ESPN+) |
| Catégorie                         |                                 |                                 |                                 | Méthode                                  | Round                           | Chrono.                         | Notes                           |
| --------------------------------- | ------------------------------- | ------------------------------- | ------------------------------- | ---------------------------------------- | ------------------------------- | ------------------------------- | ------------------------------- |
| Poids Mouches                     | Tatsuro Taira                   | déf.                            | Park Hyun-sung                  | Soumission (face crank)                  | 2                               | 1:06                            |                                 |
| Poids Légers                      | Chris Duncan                    | déf.                            | Mateusz Rębecki                 | Décision (unanime) (29–28, 29–28, 30–27) | 3                               | 5:00                            |                                 |
| Poids Légers                      | Esteban Ribovics                | déf.                            | Elves Brener                    | Décision (unanime) (29–28, 30–27, 30–27) | 3                               | 5:00                            |                                 |
| Poids Coq Femmes                  | Karol Rosa                      | déf.                            | Nora Cornolle                   | Décision (unanime) (30–27, 29–27, 29–27) | 3                               | 5:00                            |                                 |
| Poids Welter                      | Neil Magny                      | déf.                            | Elizeu Zaleski dos Santos       | TKO (coups de poing)                     | 2                               | 4:39                            |                                 |
| Poids Plumes                      | Kevin Vallejos                  | déf.                            | Danny Silva                     | Décision (unanime) (29–28, 30–27, 30–27) | 3                               | 5:00                            |                                 |
| Carte préliminaire (ESPN / ESPN+) |                                 |                                 |                                 |                                          |                                 |                                 |                                 |
| Poids Coq                         | Rinya Nakamura                  | déf.                            | Nathan Fletcher                 | TKO (coup au corps et coups de poing)    | 1                               | 1:02                            |                                 |
| Poids Convenus (87,5kg)           | Rodolfo Vieira                  | déf.                            | Tresean Gore                    | Décision (unanime) (29–28, 30–27, 30–27) | 3                               | 5:00                            |                                 |
| Poids Moyens                      | Andrey Pulyaev                  | déf.                            | Nick Klein                      | TKO (coup au corps et coups de poing)    | 2                               | 1:31                            |                                 |
| Poids Plumes                      | Austin Bashi                    | déf.                            | John Yannis                     | Soumission (étranglement rear-naked)     | 1                               | 3:39                            |                                 |
| Poids Convenus (59kg)             | Rafael Estevam                  | déf.                            | Felipe Bunes                    | Décision (unanime) (29–28, 29–28, 29–28) | 3                               | 5:00                            |                                 |
| Poids Pailles Femmes              | Piera Rodriguez                 | déf.                            | Ketlen Souza                    | Décision (divisée) (29–28, 28–29, 29–28) | 3                               | 5:00                            |                                 |

## Récompenses bonus
Les combattants suivants ont reçu chacun un bonus de 50 000 $ :
- Combat de la soirée : Chris Duncan contre Mateusz Rębecki et Esteban Ribovics contre Elves Brener
- Performance de la soirée : aucun bonus attribué.